# Gruemirë
Gruemirë è una frazione del comune di Malësi e Madhe in Albania (prefettura di Scutari).
Fino alla riforma amministrativa del 2015 era comune autonomo, dopo la riforma è stato accorpato, insieme agli ex-comuni di Kastrat, Kelmend, Koplik, Qendër Koplik e Shkrel a costituire la municipalità di Malësi e Madhe.

## Località
Il comune era formato dall'insieme delle seguenti località:
- Gruemire
- Boric i Vogel
- Grude-Fushe
- Grile
- Kurt
- Limaj-egc-lepurosh
- Omare
- Rrash
- Vorfe
- Demiraj
- Ktosh
- Gjorm
- Mushqerre
- Vajush
- Boric i Madh
- Kerra